# Les Rouges-Eaux
Les Rouges-Eaux – miejscowość i gmina we Francji, w regionie Grand Est, w departamencie Wogezy.
Według danych na rok 1990 gminę zamieszkiwało 80 osób, a gęstość zaludnienia wynosiła 14 osób/km² (wśród 2335 gmin Lotaryngii Les Rouges-Eaux plasuje się na 965. miejscu pod względem liczby ludności, natomiast pod względem powierzchni na miejscu 946.).